# Agrostis desvauxii
Agrostis desvauxii é uma espécie de gramínea do gênero Agrostis, pertencente à família Poaceae.